# Mont Rakko
Le mont Rakko (楽古岳, Rakko-dake) est une montagne culminant à 1 471 m d'altitude dans les monts Hidaka en Hokkaidō au Japon.